# فاکتور رونویسی GATA
فاکتورهای رونویسی GATA (انگلیسی: GATA transcription factor) یک گروه از فاکتورهای رونویسی هستند که مشخصهٔ آنها، توانایی‌شان در اتصال به توالی GATA در رشتهٔ دی‌ان‌ای است.

## ژن‌ها
در انسان:
- GATA1 (GATA1 را هم ببینید.)
- GATA2 (GATA2 را هم ببینید.)
- GATA3 (GATA3 را هم ببینید.)
- GATA4 (GATA4 را هم ببینید.)
- GATA5 (GATA5 را هم ببینید.)
- GATA6 (GATA6 را هم ببینید.)

در مخمر:
- GLN3 (GLN3 را هم ببینید.)
- GAT1 (GAT1 را هم ببینید.)
- DAL80 (DAL80 را هم ببینید.)
- GZF3 (GZF3 را هم ببینید.)